# NGC 2629
NGC 2629 је елиптична галаксија у сазвежђу Велики медвед која се налази на NGC листи објеката дубоког неба.
Деклинација објекта је + 72° 59' 8" а ректасцензија 8h 47m 15,2s. Привидна величина (магнитуда) објекта NGC 2629 износи 12,3 а фотографска магнитуда 13,3. NGC 2629 је још познат и под ознакама UGC 4569, MCG 12-9-10, CGCG 331-62, CGCG 332-9, PGC 24682.